# Walter Clayton Jr.
Walter Marterry Clayton Jr., né le 6 mars 2003 à Sebring en Floride, est un joueur américain de basket-ball évoluant aux postes de meneur et arrière. Il mesure 1,88 m.

## Biographie

### NBA
Clayton Jr. est sélectionné en dix-huitième position par les Wizards de Washington, puis envoyé au Jazz de l'Utah, lors de la draft 2025 de la NBA.

## Statistiques

### Universitaires
| Saison    | Équipe  | Matchs | Titul. | Min./m | % Tir | % 3pts | % LF | Rbds/m. | Pass/m. | Int/m. | Ctr/m. | Pts/m. |
| --------- | ------- | ------ | ------ | ------ | ----- | ------ | ---- | ------- | ------- | ------ | ------ | ------ |
| 2021-2022 | Iona    | 32     | 4      | 16.1   | .434  | .357   | .787 | 2.2     | 1.6     | .8     | .3     | 7.3    |
| 2022-2023 | Iona    | 32     | 31     | 30.3   | .455  | .431   | .953 | 4.3     | 3.2     | 1.8    | .6     | 16.8   |
| 2023-2024 | Floride | 36     | 36     | 30.9   | .432  | .365   | .877 | 3.6     | 2.6     | 1.1    | .6     | 17.6   |
| 2024-2025 | Floride | 39     | 39     | 32.6   | .448  | .386   | .875 | 3.7     | 4.2     | 1.2    | .5     | 18.3   |
| Total     | Total   | 139    | 110    | 27.8   | .444  | .386   | .879 | 3.4     | 2.9     | 1.2    | .5     | 15.2   |

## Palmarès et distinctions individuelles

### Universitaires
- Champion NCAA (2025)
- NCAA Final Four Most Outstanding Player (2025)
- Consensus first-team All-American (2025)
- First-team All-SEC (2025)
- Second-team All-SEC (2024)
- SEC Tournament MVP (2025)
- MAAC Player of the Year (2023)
- First-team All-MAAC (2023)